# Lančov
Obec Lančov (německy Landschau) se nachází v okrese Znojmo v Jihomoravském kraji. Žije zde 210 obyvatel.

## Přírodní poměry
Obec je situována na jihozápadním okraji Jevišovické pahorkatiny, asi 3 km západně od Vranova nad Dyjí. Severní okraj katastru obce tvoří tok řeky Dyje, respektive vodní nádrž Vranov.

## Historie
První písemná zmínka o obci pochází z roku 1323. Tehdy kdy patřil Lančov k zeměpanskému statku vranovskému, Roku 1552 prodal Zdeněk Meziříčský z Lomnice Lančov s farou a právem patronátním nejvyššímu pražskému purkrabí Wolfovi Krajířovi z Krajku.

## Obecní správa a politika
Do roku 2014 zastával funkci starosty Jan Pikner, od roku 2014 vykonával funkci starosty Jaroslav Přívětivý a od února 2017 pak Zdeňka Jankůjová. Nyní je starostou Oldřich Brož.

## Pamětihodnosti
- Kostel svaté Maří Magdalény v centru obce. Je to jednolodní pozdně románský chrám z 1. poloviny 13. století, v polovině 18. století upravený barokně.
- Tři barokní výklenkové kapličky v okolí obce
- Luitgardin dvůr – klasicistní hospodářský dvůr severně od obce

## Galerie

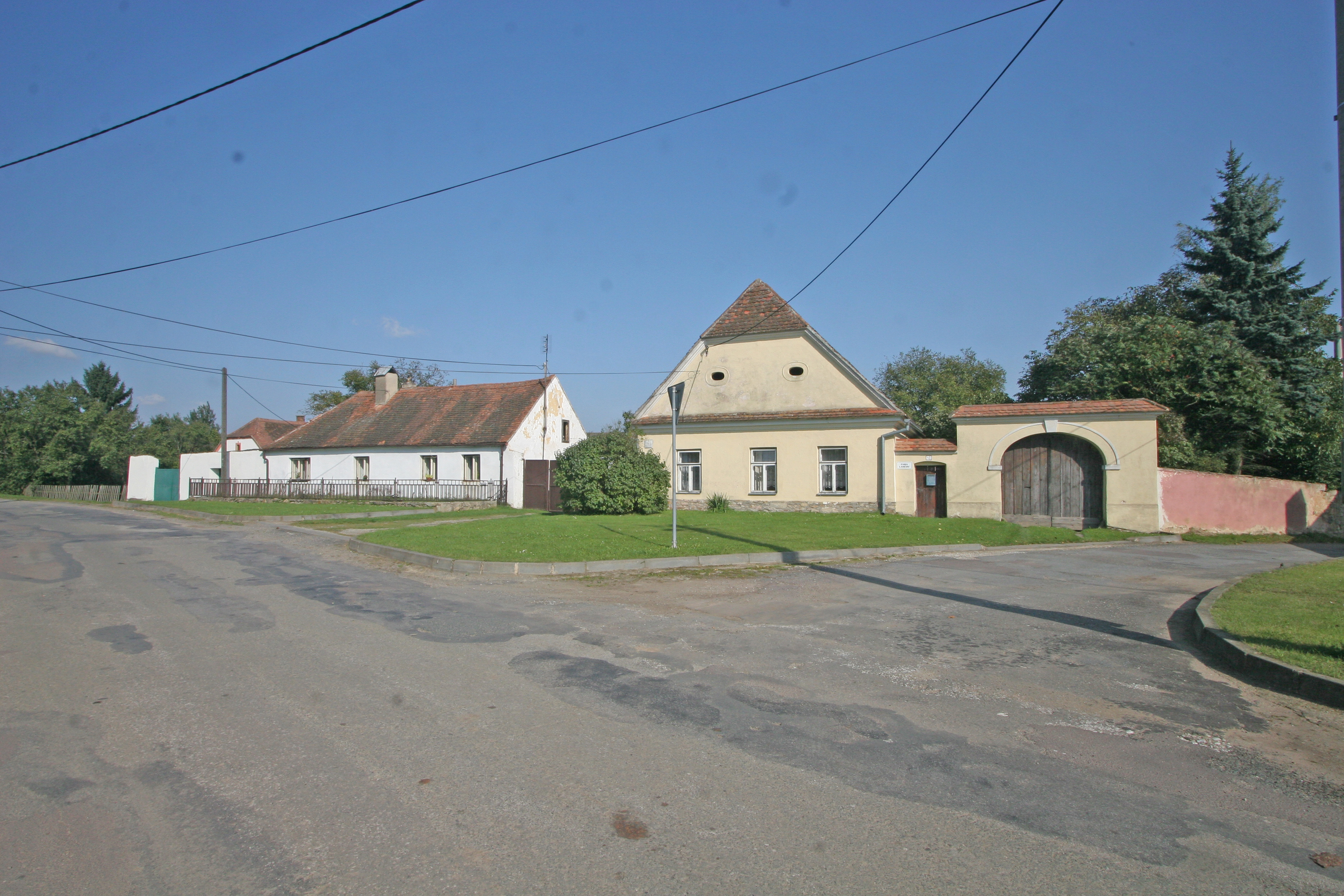
Usedlost č. p. 40
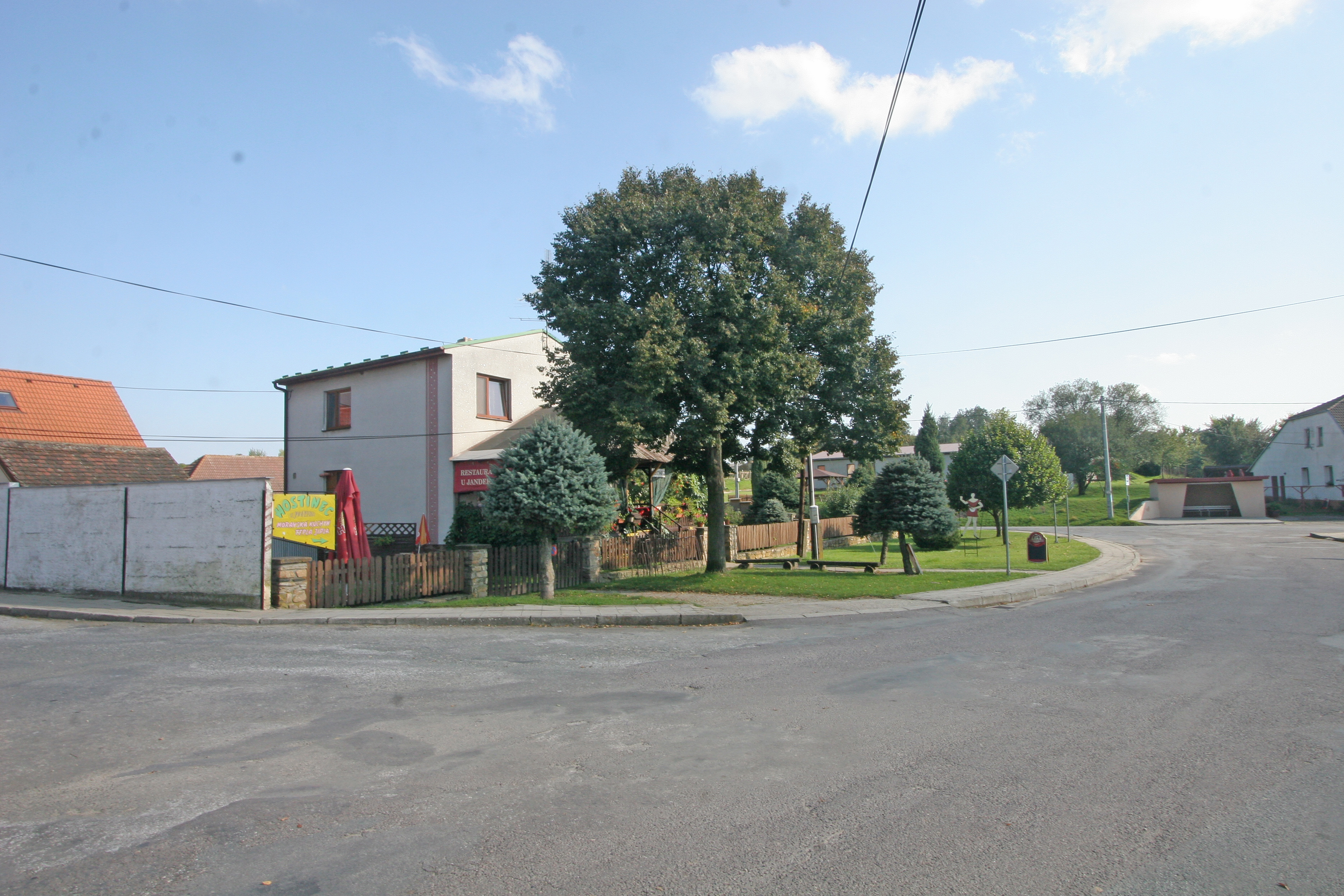
Hospůdka
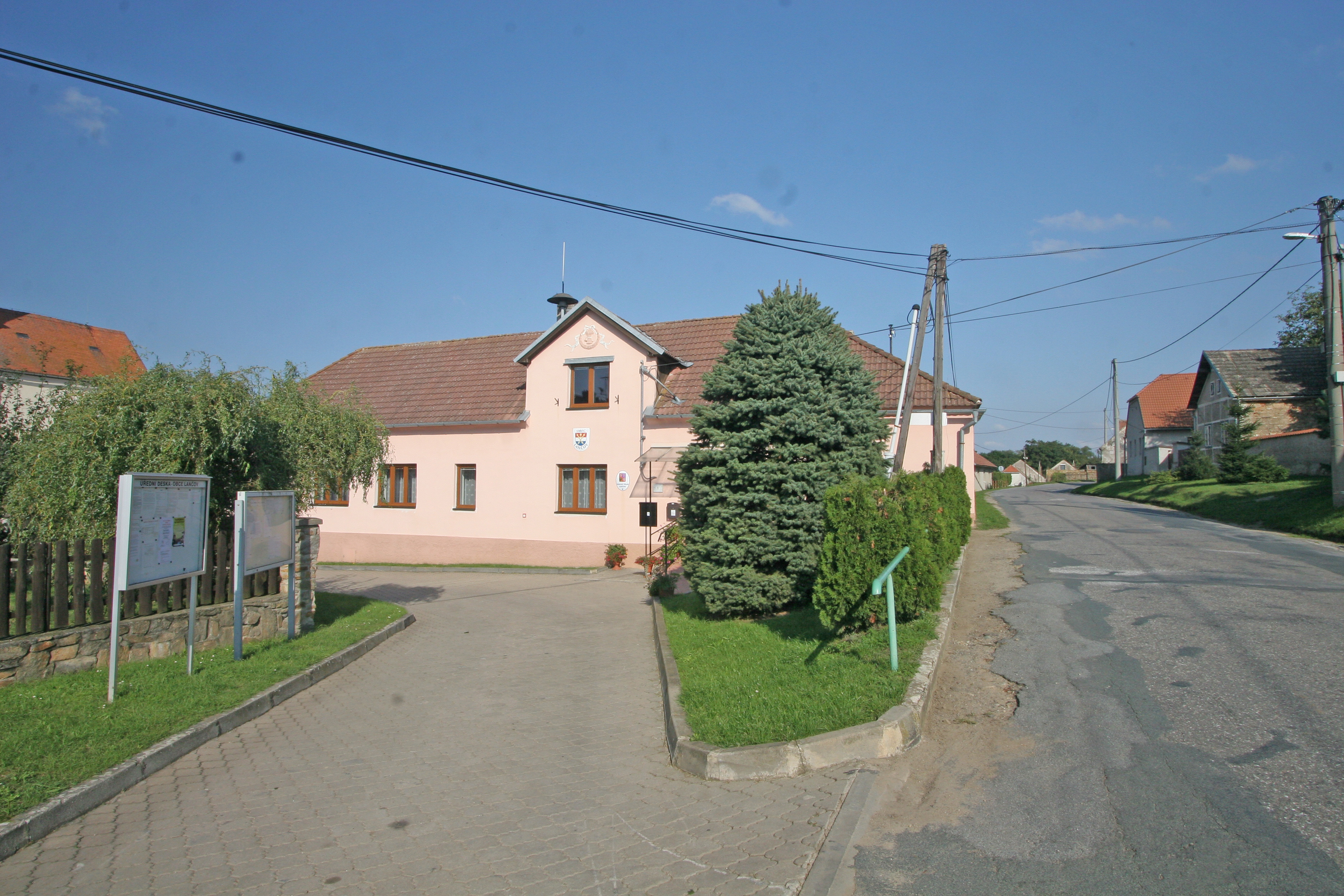
Obecní úřad
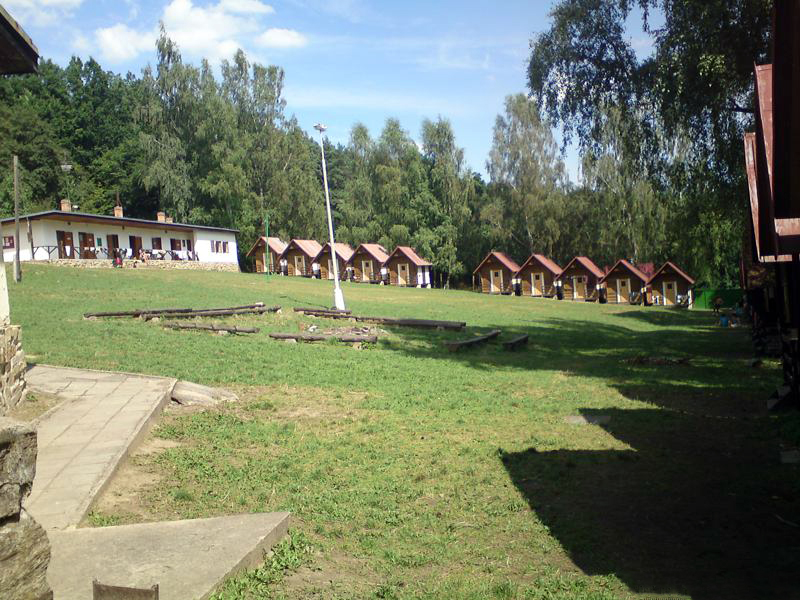
Tábor Lesů